# 自我の縮小
自我の縮小（じがのしゅくしょう、ego reduction）、自我縮退（じがしゅくたい）とは、ジークムント・フロイトが定義した自我をさし、成人において、過度に膨らんだ自己愛的感覚を縮小させることを指している。文化的側面としては、アイリス・マードックはこれを「自己の不安な触手」と呼んでいた
その他の場面でも、アルコホーリクス・アノニマス(AA)は目標として自我の縮小を目標として掲げ、 BDSMプレイでも一部を形成し、また仏教においても煩悩からの解放を達成する手段として挙げられている。

## アルコホーリクス・アノニマス
AAアプローチを医療界に広めた、精神科医ハリー・タイバウトは、個人的自己愛の放棄と他の人々への新たな信頼の形成という二つの面で、アルコール依存という病気への降伏（コントロール不能）は、AAにおける自我縮小プロセスであるとみなした。

## 心理療法
アルバート・エリスによる論理療法は、セルフコントロールの拡大と個人の境界線の確認の一環として、自我縮小を促している

## 仏教
自我の縮小は、伝統的に仏教の教えの目標とされている。

「一切の事物（ダーマ）は無我（アナッタ）である」（諸法非我）と 
明らかな智慧をもって観るときに、ひとは苦から厭い離れる。これが清浄への道である。
—パーリ仏典,  ダンマパダ 20, Sri Lanka Tripitaka Project